# Nawawolbierawiczy
Nawawolbierawiczy (biał. Нававольберавічы; ros. Нововольберовичи, Nowowolbierowiczi) – wieś na Białorusi, w obwodzie witebskim, w rejonie dokszyckim, w sielsowiecie Berezyna. W 2009 roku liczyła 16 mieszkańców.